# Jaani Dushman (1979)
Jaani Dushman ist ein Bollywood-Horrorfilm mit vielen bekannten indischen Schauspielern. Der Film wurde zu einem der erfolgreichsten Bollywoodfilme der 1970er Jahre und avancierte zum Superhit.

## Handlung
Der Thakur eines kleinen indischen Dorfes wird hochgeachtet. Sein Sohn Shera allerdings ist aggressiv und setzt stets seinen Willen durch. Aufgrund dessen ist er nicht sonderlich beliebt. Nur Champa, eine Waise, hält viel von ihm, da er sie vor handgreiflichen Männern gerettet hat. Trotz ihrer Liebe zu ihm, interessiert sich Shera nur für Reshma, die wiederum in Lakhan, einem mutigen Dorfbewohner, verliebt ist.
Plötzlich geschehen im Dorf rätselhafte Ereignisse. Bei einem Hochzeitszug verschwindet auf einmal die Braut. Der zweite Hochzeitszug verläuft ähnlich, nur diesmal ist es Lakhans Schwester Gauri, die mit Amar liiert war. Nun ist das Dorf auf der Obhut und will den mysteriösen Fall aufklären.
Es werden etliche Personen, wie der Guru oder Shera verdächtigt. Bei Shantis Hochzeitszug begleitet Lakhan die Tochter des Thakurs in der Sänfte. Es geschieht nichts. Erst bei Reshmas und Lakhans Hochzeit kommt es wieder zu einem Zwischenfall. Hier stellt sich heraus, dass ein gorillaartiger Monster die Bräute tötet. Als Shera, Lakhan und ein Inspektor, das Monster schwer verletzen, verwandelt sich das Monster zurück und man erkennt den Thakur, der von einem bösen Geist besessen war.

## Musik
| # | Titel                       | Sänger/in                                   |
| - | --------------------------- | ------------------------------------------- |
| 1 | Tere Haathon Mein           | Mohammed Rafi, Asha Bhosle                  |
| 2 | Sare Rishte Naate Todke Aai | Lata Mangeshkar                             |
| 3 | Chalo Re Doli Uthao Kahar   | Mohammed Rafi                               |
| 4 | O Meri Jaan                 | Kishore Kumar, Anuradha Paudwal             |
| 5 | Aaise Waise Na Samajh Sajna | Asha Bhosle, Shatrughan Sinha               |
| 6 | Are Sun Bhai Sadho          | Kishore Kumar, Asha Bhosle, Mahendra Kapoor |

## Auszeichnungen
Filmfare Award 1980 Nominierungen
- Filmfare Award/Beste Musik an Laxmikant-Pyarelal
- Filmfare Award/Bester Playbacksänger an Mohammad Rafi für Chalo Re Dori Uthao

## Kritik
„Mit 129 Minuten ist "Jaani Dushman" relativ kurz (kein Wunder bei dem Cutting), wirklich langweilig wird es nie und die Musik von Laxmikant-Pyarelal hat Schwung. Die vielen Stars zu sehen ist auch eine Freude und auf einer Trash-Ebene ist "Jaani Dushman" sowieso herrlichster Stoff - bis hin zum Finale, in dem das haarige Monster endlich wieder auftaucht und der Plot noch ein paar absurde Sprünge nimmt, bis alles nur noch gaga ist. Heute hat dies natürlich das Zeug zum Kult. Und Charme kann ich dem All-Star-Trash auch nicht absprechen.“